# Maumusson, Loire-Atlantique

Maumusson este o comună în departamentul Loire-Atlantique, Franța. În 2009 avea o populație de 989 de locuitori.